# Live and Loud
Live and Loud – czwarta oficjalna płyta koncertowa brytyjskiego wokalisty Ozzy’ego Osbourne’a, wydana w 1993 roku (zob. 1993 w muzyce).

## Lista utworów
CD1:
1. „Intro” – 3:12
2. „Paranoid” – 3:17
3. „I Don't Want To Change the World” – 5:01
4. „Desire” – 6:00
5. „Mr. Crowley” – 6:25
6. „I Don't Know” – 5:12
7. „Road To Nowhere” – 5:30
8. „Flying High Again” – 5:03
9. „Zakk Wylde solo” – 4:43
10. „Suicide Solution” – 5:02
11. „Goodbye To Romance” – 6:18

CD2:
1. „Shot in the Dark” – 6:36
2. „No More Tears” – 7:50
3. „Miracle Man” – 4:58
4. „Drum Solo” – 2:52
5. „War Pigs” – 9:17
6. „Bark at the Moon” – 5:28
7. „Mama, I'm Coming Home” – 5:45
8. „Crazy Train” – 6:20
9. „Black Sabbath” – 7:12
10. „Changes” – 5:15

## Skład zespołu
- Ozzy Osbourne – wokal
- Zakk Wylde – gitara
- Mike Inez – gitara basowa
- Randy Castillo – perkusja
- Kevin Jones – klawisze